# Partido Drago Canarias
Partido Drago Canarias (DRG) es un partido político español de ámbito canario nacido de la asociación sociopolítica Proyecto Drago. La asociación fue fundada el 24 de octubre de 2022, mientras que su inscripción en el Registro de Partidos Políticos del Ministerio del Interior se formalizó el 16 de diciembre de 2022.
El partido se presentó a las elecciones autonómicas de España de 2023, a las elecciones a los Cabildos Insulares, y a las elecciones municipales de España de 2023 dentro de la coalición electoral Drago Verdes Canarias, junto a Verdes Equo y Los Verdes, obteniendo representación en el Ayuntamiento de La Laguna con dos ediles.
En las Elecciones Generales de España de 2023, se presentó dentro de la coalición Sumar, con los dos primeros puestos en las listas electorales de la coalición en la circunscripción de Santa Cruz de Tenerife y el tercer puesto en la circunscripción de Las Palmas.

## Historia
El 20 de enero de 2021, el Tribunal Supremo imputó a Alberto Rodríguez Rodríguez por un presunto delito de atentado contra la autoridad y falta o delito leve de lesiones por unos incidentes ocurridos en 2014. El alto tribunal inició el procedimiento una vez que el Congreso de los Diputados aceptó el suplicatorio solicitado en diciembre de 2020. En octubre de 2021 le condenó por atentado a la autoridad, teniendo que pagar una multa de 540 euros en compensación por evitar la pena privativa de libertad y siendo inhabilitado para el ejercicio de cargo público. Fue inhabilitado como diputado el 22 de octubre de 2021, tras unas semanas de polémica entre el Tribunal Supremo y el Congreso de los Diputados. El 23 de octubre anunció que abandonaba Podemos, y a continuación constituyó Drago Canarias.

## Ideología
Drago Canarias es una fuerza política de obediencia exclusivamente canaria, sin subordinación a estructuras estatales ni internacionales, cuyo único compromiso es con el pueblo canario y sus intereses. Su acción política se fundamenta en la defensa de un modelo que garantice la sostenibilidad del archipiélago y la soberanía de Canarias en la toma de decisiones.
El partido se inscribe en la tradición del nacionalismo canario y se referencia en la extinta Unión del Pueblo Canario (UPC), rescatando su voluntad de articular un proyecto propio para el archipiélago, más allá de las categorías ideológicas tradicionales. En este sentido, Drago Canarias se posiciona como un espacio para todas aquellas personas que aspiren a una Canarias con mayor capacidad de decisión, una gestión eficiente de sus recursos y el impulso de medidas que mejoren la calidad de vida en el archipiélago.
Desde su fundación, ha defendido un soberanismo pragmático, que aboga por que Canarias tenga la capacidad de decidir libremente su propio futuro, sin tutelas externas. También mantiene un firme compromiso con la protección del territorio y el desarrollo, entendiendo que el equilibrio entre ambos es clave para el bienestar del archipiélago.
Su discurso se centra en la construcción de una Canarias con capacidad de decidir su propio destino, garantizando que las decisiones fundamentales para el archipiélago respondan a los intereses de su gente y no a factores externos.

## Acuerdos
El 23 de enero de 2023 Proyecto Drago anunció que se sumaba al Acuerdo del Turia, promovido por formaciones como Compromís, Más País, Verdes Equo, Chunta Aragonesista o MÉS per Mallorca. Según sus promotores, este acuerdo no era una alianza electoral sino un pacto de colaboración entre fuerzas que comparten objetivos de arraigo territorial y justicia social.
En junio Drago Canarias acordó, junto con estos partidos, presentarse integrado en Sumar a las elecciones generales de España de 2023. El 18 de septiembre de 2023, Drago Canarias expresó sus descontento con la decisión de Sumar de integrar a la Agrupación Socialista Gomera en el Grupo Parlamentario Izquierda Confederal del Senado, partido que "ha sido y es objeto de duras críticas por las reiteradas posiciones caciquiles en la isla de La Gomera y exportadas a la política canaria por el anterior Gobierno de Canarias y también por el actual".En un comunicado publicado el 24 de noviembre de 2023, Drago Canarias criticó la contradicción con los valores progresistas compartidos y advirtió sobre el impacto de tales acciones en la credibilidad y futuras colaboraciones políticas, subrayando la necesidad de respetar los compromisos colectivos y el espíritu de la coalición formada para las elecciones generales y reafirmando su compromiso con la defensa de los intereses y la dignidad de Canarias como su prioridad política. Finalmente, a través de su Asamblea Política, celebrada en Fuerteventura, Drago Canarias decidió unánimemente explorar nuevas alianzas políticas para el ciclo que comienza en 2024. Este movimiento responde a una percepción de centralización de poder y asimetrías territoriales por parte de Sumar, al contradecir el espíritu de colaboración plurinacional previamente acordado. El partido decidió apuntar hacia una reevaluación de estrategias para futuras elecciones y colaboraciones políticas.

## Elecciones

### Elecciones al Parlamento de Canarias, a los Cabildos Insulares y municipales de 2023
El 28 de mayo de 2023 se celebraron, de forma conjunta, las elecciones al Parlamento de Canarias, los Ayuntamientos y Cabildos. Drago Canarias se presentó en una coalición electoral denominada Drago Verdes Canarias (DVC), en un principio conformada por Verdes Equo, Los Verdes y Ahora Canarias. Esta última agrupación se acabó desligando al siguiente mes argumentando, entre otras cosas, que "en el nuevo documento, se obvia cualquier referencia a la soberanía política, y ni siquiera a la mejora de competencias reales para Canarias, a pesar que en el acuerdo inicial sí se hacía referencia a estos temas" así como que "no se cumplió lo pactado en lo referente a la organización interna y a la elección de las personas que compondrán las listas electorales".  De forma que, finalmente, se presentó dicha coalición electoral sin Ahora Canarias siendo cabeza de lista al Parlamento de Canarias Alberto Rodríguez Rodríguez.
- Finalmente la candidatura se llamó y formaban parte de ella:
  - Drago Verdes Canarias (DVC), en 
    - Partido Drago Canarias
    - Verdes Equo - Los Verdes de Canarias,
    - Los Verdes-Grupo Verde - Partido Verde Canario

### Elecciones generales de España de 2023
En las elecciones generales de España de 2023 se presentó integrado en la coalición electoral Sumar, con el exdiputado y líder de Drago Canarias, Alberto Rodríguez Rodríguez, como cabeza de lista al Congreso de los Diputados por la circunscripción de Santa Cruz de Tenerife. También se asignaron al partido el puesto número tres en la provincia de Las Palmas y los candidatos al Senado de Fuerteventura y La Palma. No resultó elegido ninguno.

## Resultados electorales
| Circunscripciones | Convocatorias | Convocatorias                   |
| Circunscripciones | 2023          | 2023                            |
| Circunscripciones | n.º de votos  | Cabeza de lista                 |
| Circunscripciones | % de votos    | Escaños                         |
| ----------------- | ------------- | ------------------------------- |
| Fuerteventura     | 759           | Aceysele Chacón                 |
| Fuerteventura     | 2,16 %        | 0/8                             |
| Gran Canaria      | 7455          | Pedro Pablo Medina (Los Verdes) |
| Gran Canaria      | 2,07 %        | 0/15                            |
| La Palma          | 1001          | Sara Hernández                  |
| La Palma          | 2,35 %        | 0/8                             |
| Lanzarote         | 1189          | Rafael Jiménez                  |
| Lanzarote         | 2,51 %        | 0/8                             |
| Tenerife          | 16 761        | Carmen Peña                     |
| Tenerife          | 4,41 %        | 0/15                            |
| Archipelágica     | 29 504        | Alberto Rodríguez               |
| Archipelágica     | 3,34 %        | 0/9                             |
| Total insulares   | 27 916        | -                               |
| Total insulares   | 3,17 %        | 0/61                            |
| Total Parlamento  | 0/23          | 0/23                            |

| Cabildos      | n.º total de votos | % de votos | Consejeros electos |
| ------------- | ------------------ | ---------- | ------------------ |
| Fuerteventura | 1201               | 3,13 %     | 0/23               |
| Gran Canaria  | 6531               | 1,76 %     | 0/29               |
| La Palma      | 916                | 2,09 %     | 0/21               |
| Lanzarote     | 951                | 1,91 %     | 0/23               |
| Tenerife      | 16 974             | 4,32 %     | 0/31               |

| Municipios                 | Isla          | n.º total de votos | % de votos | Concejales electos |
| -------------------------- | ------------- | ------------------ | ---------- | ------------------ |
| Arona                      | Tenerife      | 514                | 2,47 %     | 0/25               |
| Arrecife                   | Lanzarote     | 272                | 1,50 %     | 0/25               |
| Fasnia                     | Tenerife      | 87                 | 4,83 %     | 0/11               |
| Granadillla de Abona       | Tenerife      | 485                | 2,89 %     | 0/25               |
| Las Palmas de Gran Canaria | Gran Canaria  | 2876               | 1,88 %     | 0/29               |
| Puerto del Rosario         | Fuerteventura | 487                | 3,11 %     | 0/21               |
| San Cristóbal de La Laguna | Tenerife      | 4457               | 6,24 %     | 2/27               |
| Santa Cruz de La Palma     | La Palma      | 177                | 2,30 %     | 0/17               |
| Santa Cruz de Tenerife     | Tenerife      | 3236               | 3,59 %     | 0/27               |
| Teguise                    | Lanzarote     | 163                | 1,83 %     | 0/21               |
| Telde                      | Gran Canaria  | 742                | 1,61 %     | 0/27               |
| Teror                      | Gran Canaria  | 172                | 2,35 %     | 0/17               |
| Valleseco                  | Gran Canaria  | 56                 | 2,26 %     | 0/11               |